# Chantal Montellier
Chantal Montellier, nascuda l'1 d'agost de 1947, a Bouthéon prop de Saint-Étienne al departament de la Loira, és una autora de còmics, dibuixant de premsa, novel·lista, i pintora francesa. Com a primera dibuixant editorial femenina a França, destaca la participació pionera de les dones en els còmics.

## Publicacions

### Tires de còmics inovel·les gràfiques
- 1996, Les Humanoïdes Associés, 1978
- Les Rêves du fou, Futuropolis, 1978
- Blues, Kesselring, 1979
- Andy Gang :

1. Andy Gang, Les Humanoïdes Associés, 1979
2. Andy Gang et le tueur de la Marne, Les Humanoïdes Associés, 1980
3. Joyeux Noël pour Andy Gang, Les Humanoïdes Associés, 1980

- Shelter, Les Humanoïdes Associés, 1980
- Lectures, Les Humanoïdes Associés, 1981
- Le Sang de la commune, Futuropolis, 1982
- Wonder city, Les Humanoïdes Associés, 1982
- La Toilette, storyline by Pierre Charras, Futuropolis, 1983
- Odile et les crocodiles, Les Humanoïdes Associés, 1983; reimpressió retocada per Acte Sud/L'An II el 2008
- L'esclavage c'est la liberté, Les Humanoïdes Associés, 1984
- Rupture, Les Humanoïdes Associés, 1985
- Un deuil blanc, Futuropolis, 1987
- Julie Bristol :

1. La Fosse aux serpents, Casterman, 1990
2. Faux sanglant, Dargaud, 1992
3. L'Île aux démons, Dargaud, 1994

- Voyages au bout de la crise, Dargaud, 1995
- Sa majesté la mouche, in Noire est la terre, col·lectiu, Autrement, 1996
- La Femme aux loups, Z'éditions, 1998
- Paris sur sang, Mystère au Père Lachaise, Dargaud, 1998
- Social Fiction, Vertige Graphic, 2003, recopilació dels àlbums 1996, Wonder City, i Shelter; prefaci de Jean-Pierre Dionnet
- Les Damnés de Nanterre, Denoël Graphic, 2005
- Sorcières mes sœurs, La Boîte à bulles, 2006
- Tchernobyl mon amour, Actes Sud, 2006
- The Trial, after Kafka, història de David Zane Mairowitz, Actes Sud, 2009
- L'Inscription, Actes Sud, 2011
- Shelter Market, nova versió ampliada de l'àlbum Shelter publicat originalment el 1980, Les Impressions Nouvelles, 2017

### Dibuixant editorial
- Impressions sur "Betty" dans la "Force des sentiments", L'Autre Journal, 26 de març al 2 d'abril de 1986
- Sous pression, Pop'com/Graphein, 2001

### Novel·les
- Voyages au bout de la crise, Dargaud, 1995, illustrated novel
- La Dingue aux marrons, Baleine, 1997 (Le Poulpe)
- TGV, conversations ferroviaires, stories, Les Impressions Nouvelles, 2005
- Les Vies et les morts de Cléo Stirner, novel, Éditions Goater, 2017